# PSYCHO-PASS角色列表
PSYCHO-PASS角色列表為日本動畫《PSYCHO-PASS》及其外傳登場的角色。

## 角色設計
當聽完《櫻花莊的寵物女孩》的導演石塚敦子分享後，《PSYCHO-PASS》的導演鹽谷直義便發現她的做法跟自己團隊的相反。他們會先設計好角色，然後再考慮設定。但鹽谷直義自身的團隊會先考慮設定，再進行角色設計，這樣做的原因在於角色們「幾乎都身不由己，全部被自身身處的世界所玩弄」。角色原案由少年漫畫《家庭教師HITMAN REBORN!》的作者天野明擔任，他是本作品的播放時段“noitaminA”的總製作人山本幸治直接推薦。天野明為了平衡上述「身不由己」的暗黑風格，而故意把角色設計成「符合觀眾趣味，跟他們貼切」。製作組在製作時會避免使用鮮色，以降低搶鏡機會。擔當人物設定的淺野恭司也有對天野明設計的角色進行修改。
製作組設計常守朱的原意在於希望她跟觀眾產生共鳴。她代表了一眾會批評《PSYCHO-PASS》的設定的觀眾，以及跟狡嚙慎也和槙島聖護兩者衝突的個人理念。製作人員构思這個角色的目的還在於刻畫她如何從一無所知的新人鋭變成一位成熟的老手。凡是有主角參與的暴力場面，製作組便會刻意讓它們為觀眾留下深刻印象。由於「反萌系」的設定，所以他們在製作時不會描畫朱的脫衣場景，反之卻會交代男主角慎也的脫衣場景。製作組的焦點一直是「友情多於愛情」。部分配音員會在演出時以自己的想法為角色額外加添特質，使得他們成為故事的共同創作者。

## 主要人物

### 第1期
常守朱（Tsunemori Akane，聲：花澤香菜（日本）、鄭家蕙（香港））
第一、二期與劇場版的女主角。第一期行動代號是牧羊犬二號，第二期是牧羊犬一號。
初登場時是公安局刑事課第一分隊的新任監視官，一頭鮑柏短髮，在訓練所以第一名成績畢業。有些笨拙和天真爛漫，酒量很好，正義感強烈。面對要處決的執行對象也認為只要有說服犯人的可能性就會盡力去拯救其性命。抗壓性強，能快速恢復精神，儘管抱持疑問也嚴格遵守法律。小朱認為要在接受現行社會制度的同時也要解決問題，因為具備這樣積極的態度，小朱的色相不容易變得混濁。儘管遭受第一期的好友與第二期的祖母被殺害的打擊，犯罪係數只有短暫上升，隨後便立刻恢復正常。容易受底下有各自行事作風的執行官們影響，常在案發現場與搜查過程與狡嚙一起行動。
在學生時代的五百名同期生中，只有小朱在公安局監視官的適性判定是A，她便以「說不定這可以開啟自己未知的生活方式」的理由而選擇擔任監視官。歷經狡嚙與槙島事件之後，第一分隊成員都感受到小朱作為刑警有明顯成長。
辦案形式和思維與狡嚙愈來愈相像，但仍然一直維持極低的心靈數值，因為小朱將社會福祉凌駕於個人感情之上，故事後期中揭曉她也是具有「免罪體質」的特異個體之一。
在第一期第20話被西比拉先知系統判定是就算目睹西比拉真相也不會洩露秘密的人格，曾被西比拉系統邀請成為成員之一，而在得知西比拉的機密與縢秀星死亡之後，非常厭惡西比拉系統的本體，卻也無法否認為了多數人的幸福與社會和平，西比拉系統有其存在的必要。儘管憎恨西比拉，小朱還是與其交涉，以確保狡嚙性命的條件下協助活逮槙島，此刻的小朱性格已然轉變，思考模式也與狡嚙同步，並擁有與西比拉系統談判的籌碼。
在病毒管理中心與相遇的狡嚙一同追捕槙島，一人成功追上逃亡的槙島後負傷，最後仍然無法阻止狡嚙殺死槙島。引渡槙島失敗後，西比拉系統依然將小朱視為社會的理想公民範本，讓她繼續擔任第一分隊監視官。
第二期起作為能獨當一面的監視官，處事變得相當冷靜，瞬間判斷力及觀察力十分優秀。在進行案件相關的推理時，會一邊點燃跟狡嚙同牌的香菸，與幻想中的狡嚙對話，故事的最後顯示她的房間沒有任何私人物品，人去樓空。
第三期開始時已被撤銷監視官職務關到隔離設施裡，其原因不明，其原同僚被問起她時都對此隻字不提，直到天馬執行官從雛河調出灼的資料推薦人上發現了她的名字，脫口說出小朱是「殺人犯」，原因的真相才開始有所眉目。
想要借助灼和炯去面對「看不見的敵人」，與法斑靜火有著某種關聯，最後因靜火與公安局局長談妥條件後將其釋放，成為了靜火指名的刑事課課長助理，上任為法定執行官。
狡嚙慎也（Kōgami Shin'ya，聲：關智一（日本）、張振熙（香港））
本作第一期故事的男主角。公安局刑事課第一分隊的執行官。行動代號是獵犬三號。
性格冷酷、嚴謹、率直，具備強烈正義感。擁有歷經鍛鍊的堅韌體格及強烈的搜查執念，是讓周圍的人感到敬畏的男性。此外也有優秀的頭腦、清晰的直覺與高度洞察力，往往在分隊中第一個注意到事件的真相。追捕犯人時的姿態被小朱評為表現得像肉食野獸一般。教育程度很高，能夠理解槙島聖護引用的作家和思想家的名言。是重度菸癮者，桌上的菸灰缸總是堆滿菸蒂。認為殺死犯人的不是主宰者而是自己，持有那樣強大的武器就必須有比武器更強的精神與肉體，因此熱衷利用公安局健身房跟自家訓練器材來練習近身格鬥技能。認為安全、完美的社會只是個幻想，人類至今仍然活在危險的社會當中。
原本是菁英級監視官，在三年前的「標本事件」搜查過程中，手下的佐佐山執行官被殘忍殺害，導致其犯罪係數上升，為了優先完成搜查而推遲治療，最後被降級為執行官。
在第16話中，跟小朱一同逮捕標本事件的共犯槙島聖護，然而在高層奪取第一分隊搜查權後，槙島成功逃離了公安局。在強烈的逮捕執念下，狡嚙認為高層不會公平公正地處分槙島，因此決意獨自脫離公安局，臨走前收下征陸送給他的安全屋鑰匙與左輪手槍。
查出槙島最後目的後前往北方的病毒管理中心，在中心外的稻田旁以左輪手槍射殺槙島，之後逃往海外，至此銷聲匿跡，是日本目前的頭號狙殺要犯。
第二期偶爾出現於小朱的心靈幻想中給予建議。
在劇場版中是SEAUn政府反對勢力的戰略顧問，之後發生一連串的事件，因為了將第三勢力的和平會談順利進行而決定背負起殺人之責，成為國際通緝要犯，最後接受了花城弗蕾德莉卡的提案後，與她再次以隱密行動的形式回到日本。
第三期與宜野座一同以外務省的行動課之「特殊搜查官」的身分出現在灼等人面前，告知灼有關於多年前，外務省早已對高速運輸公司布置企業陷阱等待犯人自投羅網的同時，交給灼一張名片後，並暗示他一句「還有別的狐狸，是不斷在逃避獵犬追捕的存在」這一訊息。
宜野座伸元（Ginoza Nobuchika，聲：野島健兒（日本）、張振聲（香港））
公安局刑事課第一分隊的監視官，在第二期被降級為執行官。第一期行動代號是牧羊犬一號，第二期是獵犬一號。
第一期以領導者的身分帶領第一分隊，是小朱的前輩與同級官員，跟狡嚙在監視官時代曾是同事。第一期時戴著平光眼鏡，本身并未近视，原因是讨厌自己的眼睛（因为长得很像父亲年轻时的眼睛），看起來冷靜理性，卻常感情用事。為保持自身色相純淨，嚴厲要求小朱和執行官劃清界線，不希望小朱重蹈狡嚙當年的錯。
這個社會對潛在犯有不少誤解與偏見，連帶潛在犯的家人也會一起受到歧視，因此他無法原諒成為潛在犯的父親征陸。
完全信任西比拉系統並依其指示行動，但在船原雪被殺事件後得知有免罪體質者存在，對禾生局長的處理態度感到疑惑，此外也被狡嚙追捕槙島時的言行所動搖，儘管接受主治醫師向島陸的數次精神輔導，心靈指數依然繼續惡化。
第21話中不慎踩到槙島所設下的陷阱，被重物壓制而動彈不得。在目睹征陸為保護自己而受致命傷，為奔赴父親身旁而強硬拉扯被壓死的左手，在征陸死前最後一刻終於喊了他一聲爸爸。
第一期故事的最後，成為潛在犯後選擇以執行官身分重新出發，裝上左手義肢，先前因為討厭跟父親相似的眼睛而戴的眼鏡也摘下了，而他覺得第二分隊搜查滕的任務已經終止，因此認為滕已經死亡。
在第二期以執行官的身分在小朱底下工作，開始有著跟他父親相似的思考方式及老練刑警的特質。對於意外處死自己同期好友青柳的須鄉執行官感到心情複雜，最後在須鄉救下酒酒井性命之後釋懷。
在二期第7集時，他才得知自己的心理諮商師向島陸就是鹿矛圍假扮的，從一期故事一直假扮至二期。
第三期與狡嚙一同以外務省的行動課之「特殊搜查官」的身分出現在灼等人面前，霜月對此表示極度討厭花城弗蕾德莉卡把宜野座挖角到外務省。
征陸智己（Masaoka Tomomi，聲：有本欽隆（日本）、譚漢華（香港））
公安局刑事課第一分隊的執行官，行動代號是獵犬一號。
唇邊有條傷疤，左手是義肢。個性勤勉且忠厚老實，是深受後輩信賴的老練刑警。年輕時是警視廳刑警，在西比拉系統實行之初，因為能理解罪犯的思維，跟當時多數刑警一樣被判定為潛在犯。實際上是宜野座的父親，雖然外表看起來不太相像。
喜愛喝酒，辦公桌可見酒瓶陳列。非執勤時間會在自己房間畫油畫。
第18話中西比拉先知系統決定處決狡嚙時協助狡嚙逃跑。第21話中在擒住槙島後卻被槙島給設計，為了保護兒子宜野座不顧一切撲向炸彈，卻在爆炸前未丟遠而被炸成重傷身亡。
滕秀星（Kagari Shūsei，聲：石田彰（日本））
公安局刑事課第一分隊的執行官，行動代號是獵犬四號。
個性輕浮的年輕男子，喜歡開玩笑，酒量很差。是這個社會少見喜歡自己親手料理食物的人。辦公桌上放滿玩具與掌上遊戲機，在房間也放了數台街機、彈珠機、桌球台和吧台。
五歲起被西比拉先知系統判定為潛在犯，洗心革面機率為零。認為與其在隔離設施裡活一輩子，不如當公安局的獵犬殺人賺錢。
第16話中，隨崔九聖腳步發現了西比拉先知系統的真相。西比拉比較縢秀星一生為社會作出的貢獻與洩漏西比拉先知系統秘密的危險性後，由系統代表（即公安局禾生局長）以強行改成「分子分解模式」的主宰者當場射殺，連屍體都沒有留下。高層對外認定其為逃犯，交由第二分隊負責追蹤下落。第20話中小朱在與系統的對話中確認其已死亡。兩個月後搜查行動被終止，除了小朱、宜野座外，沒有人知道他是否還活著。
六合塚彌生（Kunizuka Yayoi，聲：伊藤靜（日本）、劉曉樺（香港））
公安局刑事課第一分隊的執行官，行動代號是獵犬二號。
外型秀麗，黑色長馬尾的髮型是其特徵，經常表情冷酷而且不帶感情，對於殘酷的事情都能夠冷靜應對，不過偶爾會對小朱表示關心。閒暇時會聽音樂與閱讀音樂雜誌。擅長分析與考察，經常在現場擔任電腦操作員。在第一期最終話向小朱表示對她的信賴，與唐之杜志恩是戀人關係，第二期得知她時常會穿性感丁字褲。
原本是西比拉系統公認的藝術家，與非西比拉認證的音樂家莉娜交往期間，色相變差而成為潛在犯。三年前在隔離設施接受更生治療時，被判定有成為執行官的潛力而被公安局邀請加入，但在回歸社會的渴望之下拒絕提議，最後被狡嚙以離開矯正所能夠重新玩音樂為誘餌，使彌生半推半就答應幫忙。彌生一直希望能和心儀的樂團主唱莉娜再度站上舞台，但發現莉娜只想從事反社會活動後，難過的彌生使用主宰者不成，眼睜睜看莉娜離開，讓她下定決心成為執行官。
到第二期中為第一期剩餘的唯一執行官，與宜野座成為同事。曾在一期前去櫻霜女子學園追蹤標本事件時遇上了當時還是學生的霜月並開導她，讓霜月在她的懷裡放聲哭泣發洩，也因此她對於霜月的想法有動搖性的影響力，也是促使霜月成為監視官的機緣者。
第三期開始因色相成功矯正而不再擔任執行官，轉職為自由記者，但與公安局有搜查諮詢契約上的合作關係，因此另一身分為公安局的協約者，為了遞補炯暫時停職而造成的監視官空缺，接受霜月的委託而來到刑事課第一分隊進行協助。第三期故事尾聲，因察覺現在刑事一課負責的案件與自己回歸社會前所查的兩位監視官離奇死亡的案件有極大的關聯性，而遭到梓澤廣一在其座車行經的道路中設下陷阱，使其遭遇事故，所幸性命尚無大礙，但工作證被梓澤奪走，引起了公安局被彩虹橋劫持的重大事件。
唐之杜志恩（Karanomori Shion，聲：澤城美雪（日本）、周恩恩（香港））
公安局綜合分析室的分析官，擁有醫師執照的潛在犯。風格出眾的金髮巨乳美女，雙性戀者，與六合塚彌生是戀人關係，但會不分男女開黃色玩笑。負責支援公安局刑事課的搜查活動，也擔當執行官的健康管理者、心理諮商師。時常一邊從事調查工作一邊吸煙，有時也會聽聽同事們私下訴苦。
只要被奉承為情報女神就會樂意幫忙，其手段高超，沒有她破解不了的程式與加密情報，多次解危了第一分隊的諸多危機。
第一期至第三期皆由其擔任分析官，對於灼能瞬間破解暗碼方表的能力感到訝異。在公安局被彩虹桥劫持的事件后因色相成功矯正而離開公安局。離開公安局后似乎與六合塚居住在同一間公寓。
槙島聖護（Makishima Shōgo，聲：櫻井孝宏（日本）、鄭展晴（香港））
智商超群、身體強壯、擁有領袖氣質（英雄或預言者式的氣質、創造愉快交談空間的能力、對任何事物都能抒發己見的智力），自身很少露面但在幕後猶如指揮音樂般引導他人進行犯罪。西比拉先知系統統治群體中為數稀少的「免罪體質」擁有者，雖有殺人意圖，卻因為其身心皆認為其犯行是「正常」的，因此心靈指數從未達到危險值，他甚至可以自由控制自己的色相、犯罪係數，甚至一瞬間將其降至於零，主宰者等武器對他完全無效。
認為人只有在根據自己意識判斷與行動時才是有價值的，藉此而對不過問內心、窮其一生一味聽從系統指示的社會進行了一系列撼動根基的犯罪行為，試圖揭穿西比拉系統的真相並加以顛覆，多年來不斷給予不明確殺機的人產生動機，製造出大量的殺人犯，進而交織不斷創造新型的實行犯罪，目的就是為了動搖西比拉系統而引誘出其本體真相浮上水面。
曾不惜以身犯險向常守朱指出「犯罪系數衡量犯罪」的主宰者無法制裁自己的矛盾。在「王陵璃華子」案件中首次發現狡嚙慎也，欣賞其敏銳的洞察力。
拒絕禾生局長成為「西比拉先知系統一員」的提議後逃脫公安局，然西比拉先知系統依然著迷於他的獨特性而饒他一命。
最終打算以西比拉系統修復完成的五天期限前，調整並且使「五谷神病毒」變異，以破壞全日本的糧食自給供應鏈癱瘓西比拉為目的而發動生化恐怖袭擊，但在該計畫意圖失敗後死在狡嚙的左輪手槍下。

### 第2期
霜月美佳（聲：佐倉綾音（日本）、石梓晴（香港））
第一期初登場時是私立櫻霜學園的女學生，雙頰有雀斑。直覺敏銳，色相純淨，是學校名列前茅的優等生。雖然前途光明，但人緣不佳，對少數親友以外的人都很冷淡。很早就察覺私下是連續殺人犯的校內風雲人物王陵璃華子有異狀。在兩位青梅竹馬被殺的衝擊之下，對自己說錯話感到自責，在畢業後考上公安局監視官，是人事異動中首次分配的未成年監視官，遞補第一分隊宜野座原本的職位。
第二期在公安局刑事課第一分隊擔任監視官。非常排斥及鄙視潛在犯和執行官，認為被判定為潛在犯的人就是要即刻排除。對自身能力和正義感很有自信，為維持色相會迴避造成心靈指數惡化的對象，也會刻意逃避事件的責任歸屬。 對小朱採取公安局標準程序以外的方式非常反感，無法理解她的獨立思考模式，常反抗小朱的指示，甚至妨礙她的行動。對於比自己年長且經驗豐富的執行官採取高壓態度，唯獨因六合塚曾在她學生時期時開導她避免色相混濁，因此對六合塚彌生非常和善，而六合塚的溫暖善意加上朋友的死，是她會想當上監視官的契機。
對東金的異常行動產生懷疑而獨自展開其身家調查，發現鹿矛圍事件與東金財團的關聯，便收集調查結果並向禾生局長提出調離小朱與處分東金的請求報告書。然而因調查資料牽涉西比拉先知系統的內部機密，被禾生局長（實為東金美沙子）與東金當作「西比拉系統秘密公開後的市民反應樣本」，被告知系統真相並被迫服從東金指示。為保住性命只好偷渡情報給東金朔夜，讓他有機會殺害小朱的祖母，因此她對此事私底下感到很後悔；至此事件後特別懼怕東金朔夜，隨時擔心自己會被西比拉滅口，東金朔夜死亡後，對西比拉的憎惡及畏懼又更上一層樓而發誓不會透漏任何口風，永遠忠於西比拉。經過了數番波折後與小朱冰釋前嫌，正式視小朱為前輩。
劇場版中牽扯上一件交通車輛失控事件，而車輛內的女性已經超過了犯罪係數，但查其真實身分才知道是潛在犯監獄中的心理諮商師，於是與宜野座進行了將其送返並秘密調查該設施的任務，進而查出了設施中不可告人的巨大陰謀，故事最後揭穿了幕後黑手是先知系統的一部份意識，被告知此事件為必要之惡，使她不能完全苟同，而憤怒地給搭載西比拉的人偶一拳。
第三期在公安局刑事課擔任課長及總監視官，除了三圍大幅度成長以外，重要的是處事態度與交際手腕已有飛躍性的成長，以往的衝動個性至今已然消失無蹤，變得成熟穩重，連公安局局長都對其信任，對於大型運輸無人機的墜毀及機上會計師的死亡案件也存疑，為了破案，在按照公安局的規矩辦事的同時，私下允許灼與炯兩位監視官的獨斷行動，放手讓其兩人去追案，同時交代唐之杜暗中好好支援他們。
之後對宜野座抱怨他現在的上司藉機從公安局把他挖角到外務省一事以表不滿，而最後看到靜火成為了自己的頂頭上司，她更是兩眼發愣到不敢相信，更因聽到常守朱成為了她的助理並歸來時，整個人表情浮誇至張大了嘴，有數秒無法合攏。
東金朔夜（Tōgane Sakuya，聲：藤原啟治、井上麻里奈（幼年期）（日本）、簡懷甄（香港））
公安局刑事課第一分隊的執行官，行動代號是獵犬三號，有恋母情结。
有模仿狡嚙的行為，像是在健身房跟機器人訓練格鬥技，抽跟狡嚙同一牌的香菸。表面上非常支持與聽從小朱的各種策略，時常與小朱一起行動。被霜月發現他暗中使用主宰者瞄準小朱來測量其犯罪係數，甚至如跟蹤狂般偷拍小朱照片並紀錄其所有行為長達數年。
母親是東金美沙子，父親不詳。東金在公安局的人事資料被竄改過，事實上，他是在2073年唯一還活著的免罪體質實驗案例，但因後續的事件而使實驗宣告失敗。
行動思緒相當冷靜，從小就可以毫無罪惡感地殺死任何生物，進而殺人。十歲時因為殺母未遂進入東金醫院，原本被改造成免罪體質的身體因精神瀕臨瀕死崩潰而完全失效，喪失了免罪體質的他，在18歲被診斷出史上最高的犯罪係數769，被判定為潛在犯進入矯正所。矯正所期間取得治療師執照，在被配屬到公安局刑事課後，三年內造成五名監視官犯罪係數上升至300並被主宰者處死，因此被解雇送回矯正所。復職後在小朱麾下工作，對小朱平穩的色相很感興趣，試圖以各種手段惡化其心靈指數。
小時候對母親美沙子有強烈執著，得知母親答應成為西比拉系統的一員時，佔有慾驅使他對美沙子痛下殺手。在美沙子成為西比拉一員後，東金自稱「西比拉之子」，不擇手段維護母親與西比拉的完美姿態。
東金假借鹿矛圍之名殺死小朱祖母，意圖引發小朱殺意。在地下道發現鹿矛圍目的並非染黑小朱色相，欲擊殺鹿矛圍時被小朱以手銬制服。擺脫手銬後，在追蹤小朱與鹿矛圍途中確認母親死亡時暴怒發狂，與鹿矛圍互相以主宰者射擊後失血過多，死在霜月眼前，死前犯罪係數達899。
雛河翔（聲：櫻井孝宏（日本）、張振熙（香港））
公安局刑事課第一分隊的執行官，個性內向，不擅交談，有頭能蓋住眼睛的紅髮，對於信任他能力的小朱精神上十分依賴，會稱呼小朱為姊姊。
曾是全像投影設計師，對於全息投影的知識與技術早已爐火純青，資訊處理的能力可媲美唐之杜，第一分隊屢次靠他來破解諸多以駭入全息投影為武器的險惡局面，鹿矛圍的投影欺敵戰術對他完全不起作用，屢次被破解。
過去有重度抑鬱症，後來成了藥不離手的體質，吃飯時會混入大量的藥物，本身對調製藥品也相當有一手，曾一眼識破鹿矛圍的調合藥物為獨創禁藥。
第三期他的投影技術又更上一層樓，看到灼與烔的辦案模式既擔心又安心，同時他與常守朱有長期性的私人聯繫，其目的是為了保護灼與烔兩位新世代監察官。
雜賀讓二（Saiga Jōji，聲：山路和弘（日本））
在第一期第9話與第19話登場。原為公安局的臨床心理學教授，非常了解犯罪者的思考模式，但由於天生擁有使他人色相混濁的特質，意外造成許多監視官聽其講課後出現犯罪系數升高的清況。後來辭去職位在山裡隱居，過著自給自足且沒有全息投影干涉的生活。在狡嚙的要求下為小朱進行一對一罪犯側寫課程。因協助狡嚙潛逃而向公安局自首，被關在隔離設施中。
第二期在小朱的請求下回到公安局，協助分析室審問色相起伏異常且疑似與鹿矛圍接觸的犯人。跟小朱的頻繁交流下，犯罪係數有復原良好的情況，被東金指出是太過依賴小朱的原因。鹿矛圍事件後，以依賴他人不合自己個性為由重回隔離設施。由於是對社會有貢獻的潛在犯，在矯正所受到很好的待遇。
須鄉徹平（Sugou Teppei，聲：東地宏樹（日本））
公安局刑事課第二分隊的執行官，原為國防省軍事機器人研究開發部的員工，因色相惡化情況未見好轉，離開國防省調至隔離設施進行治療，而隔年，征陸殉職的10個月後，他成為了第二分隊的執行官。在酒酒井失蹤及青柳殉職後被分配到第一分隊，在軍事機器人遭控制時以過去在開發部的經驗保住小朱等人一命。
第4話中，在無法確認對象的狀態下，將犯罪係數超過300的上司青柳監視官以強襲型主宰者隔牆處決。在最終話用強襲型主宰者保住青柳的學妹酒酒井的性命，因解決宜野座眾人的危機而感到高興。
劇場版的第二部中揭示了他的過去，他在進入軍機研發部前是名軍人，為陸軍上尉，是國防部第15統合部隊中的王牌「原初守衛」，之後被派去進行秘密任務「泥布作戰」時，被迫拋下他的摯友兼前輩大友逸樹，部隊任務失敗後被調職，因作戰後的心理陰影使色相惡化，退出了前線部隊，至此進入軍機研發部。3個月後，因一起無人機爆破東京國防省大樓事件，征陸與青柳找上了他，並告知他為第一嫌疑人，因為大友逸樹操作的軍用無人機是以他的軍備裝置啟動的，但征陸認為犯人並非逸樹，並私下告知他而請他進行協助，過程中因察覺國防部的「泥布作戰」中的蹊蹺而差點慘遭被其上司港屋門斗殺害，千鈞一髮之際被征陸與青柳所救，並在最後找到了逸樹留給他的白蘭地瓶蓋中內藏的晶片，知曉了「泥布作戰」背後的真相，他在最後與征陸、青柳找出了逸樹的妻子燐為真兇，燐的目的是要為丈夫報仇，打算殺死參與該作戰的高層，在燐要暗殺幕後黑手高江州嘉人時卻失敗而被反殺，須鄉他推測出來後前去找她，卻無力阻止燐的死亡，使他感到悔恨不已。征陸在最後鼓勵他，認為如果真的成了潛在犯就去當執行官，從而給了他在未來當上執行官的契機。
在最後，他拒絕了花城弗蕾德莉卡的挖角，不願去外務省，理由是對自己現在的這份工作中感到了正義與信念，但花城暗示未來會有變化，屆時仍歡迎接受回心轉意。
在第三期時，推測因前一組內部發生變動，被花城弗蕾德莉卡挖角至自己的部門——外務省的行動課，並以「特殊搜查官」的身分與花城在高速運輸公司的私人機上聯手逮捕犯人。
鹿矛圍桐斗（聲：木村良平（日本）、陳健豪（香港））
長相年輕俊俏，時常保持笑容的同時做出殘酷行為的殺人狂，擅長影像投影技術作為武器與詐術，以及能獨創調配連黑市內根本都不存在的大量違法藥劑組合，擁有能使人色相完全洗淨的技術（藥學、洗腦術等），配合自身特性根本沒人能找到他，是擁有超高智商的天才型重罪犯，時常以非常人所為的方式殺人，各種殺人手法令人匪夷所思。
321空難的唯一倖存者，是被東金財團進行實驗性手術「複數移植」──以罹難者其中七人的大腦與184具遺體──所結合而成的集合體，是個拼接人，因此存在七個人格，同時各自發展不同的才能。然而西比拉先知系統不承認集合體的心靈，鹿矛圍無法被系統所偵測到，如同透明人般被排除在西比拉系統建構的社會之外。
在得知321空難是政客為使西比拉先知系統上線運作的政治手段之一，以及經歷「地獄的季節」事件後，毅然決定聯合321空難以及「地獄的季節」中失去家屬的人們暗中建立組織，打算對西比拉先知系統與東金財團展開報復行動。
他首先運用自己的特殊能力的優勢，不斷四處捉人並將之洗腦成自己的棋子，而被洗腦的對象只有犯罪的瞬間使犯罪係數飆高外，數分鐘後則會回復色相至正常人狀態（類似免罪體質），接著以這些棋子為誘餌，不斷誘捕監視官進行各種恐怖人體實驗；以及接二連三誘殺公安局的警察們，甚至造成公安局對平民百姓與警察之間不分敵我的大屠殺，目的是為了掌握主宰者的特性與使用權，除此之外，他將海外的偷渡者納為自己的部下，將日本各界政要殺害後再以部下們冒名頂替，至此的主要目的是以「WC?」（What Color？）這個暗號向西比拉系統提出質疑，並在社會製造大恐慌，藉此使人們對西比拉系統的質疑與矛盾加深；將自己變成社會威脅，使「測量集團性心理」這一條件成立，裁決自己的同時也能裁決西比拉系統，進而顛覆西比拉。
因「集團性心靈指數」正式得到西比拉系統的認可而實裝，系統測出他的犯罪係數高達400，最終被護母心切的東金朔夜以主宰者射殺。
事實上他從一期故事就有出現，一直在假扮宜野座的心理諮商師向島陸，直到二期被雛河的成長投影技術識破。
（註：日本航空321航班事故影射現實中的123空難。）

### 第3期
慎導灼（聲：梶裕貴（日本））
公安局刑事課第一分隊監視官，24歲，是原厚生省大臣之統計本部長慎導篤志的兒子，代號為牧羊犬二號，新世代監視官之一。
他的父親疑似殺死炯的哥哥後自殺，其原因不明，但卻因該事件而與炯認識，兩人決定在未來逐步去尋找該事件的真相。
曾為精神護理師，與炯為老相識，被前監視官常守朱推薦進入公安局，且與炯在同一時間進入第一分隊擔任監視官，開朗的他負責在監視官中扮演白臉。
為人處事圓滑，有超高智商，洞察力、分析能力驚人，能一瞬間看穿他人的各種想法，就連第一次見面的執行官們都逃不過他的法眼，也因此炯時常仰賴他的觀察與推理及情報蒐集能力，在這基準點上可以讓炯執行一連串的行動規劃，無往不利。
移動速度相當了得，擅長跑酷走位，能自由穿梭在都市之間，身手矯健。
具有特A級精神護理師技能「精神投影」，正式學名為「精神誘導」（Psychic Driving），透過高度共鳴進而跨越精神境界線，藉此化身成他人，從狀況、推理、統計為基礎，綜觀這些再加以冥想的方式還原被害者的精神、行動狀態，反過來也可以推理出犯人的行動與動機，從中整理出大量情報；不過由於每度思考都要消耗大量腦細胞，因此時常打瞌睡，甚至還能睜著眼睛站著睡著，連霜月也完全沒發現，如月真緒認為他在監視官中是非常規之人，雛河則認為他的辦案方式很像老刑警的手法，相當謹慎，甚至懂得使用密碼學(波利比烏斯方表)破解重大暗碼。
因平時慵懶的個性而使如月真緒等執行官錯判了他的為人，不過了解他真實一面的人只有炯，與炯為文武雙全的最佳搭檔組合，霜月曾評價他們為「出類拔萃的一代」，而允許他們可以獨斷行動，是霜月與常守朱同時認可的新世代監視官，但也因為兩人後續辦案行徑太誇張，使得霜月接到大量投訴而對兩人又愛又恨。
在強制搜查「天堂唇語」教團時與奧布萊恩對峙，阻止了連還爆炸事件的最後階段時，雛河從兩人對峙的過程中以支配者對灼的心靈指數變化得知，灼也是「免罪體質者」，而目前只有常守朱、霜月美佳、雛河翔、細呂木晴海、慎導篤志知道灼有免罪體質，他的部分身世也被公安局列為機密事項。
在追查梓澤的過程中遭遇了公安局大樓被劫持的事件，淪為梓澤的人質，但利用小宮送他的香水使小宮與唐之杜追蹤到他並將之救出，之後與炯、霜月等人會合，並兵分三路突破梓澤在公安局中佈下的各種險惡陷阱，爾後使用了「精神投影」追蹤梓澤，本以為像初次追蹤那樣會失敗，沒想到反而解開了他的父親篤志對他下的精神暗示，取回了小時候的禁忌記憶，得知自己其實早已看過希貝兒系統的真面目，也得知了父親為何封印他的記憶之緣由。
最後與希貝兒系統的辯論中成功說服希貝兒，在以不殺生的前提下順利逮捕了梓澤，並與炯坦承及約定了「重要的真相，總有一天會告訴你」。
炯・米哈伊爾・伊格納多夫（聲：中村悠一（日本））
公安局刑事課第一分隊監視官，24歲，已婚。俄羅斯移民的第二代裔化之準日本人，代號為牧羊犬一號，新世代監視官之一。
前身為俄羅斯的職業軍人，有相當豐富的軍事、戰鬥經驗，擅長數據戰、射擊、格鬥等多種技能。
他的哥哥明・瓦西里・伊格納多夫疑似被灼的父親殺死，其原因不明，但卻因該事件而與灼認識，兩人決定在未來逐步去尋找該事件的真相。
與灼為老相識，被刑事課課長霜月美佳推薦進入公安局，且與炯在同一時間進入第一分隊擔任監視官，負責在監視官中扮演黑臉，與灼一唱一搭進行平衡管理。
對人對事極為認真但毫無死板，懂得禮數上的應對進退，其理念是「只要有任何可能性，盡可能減少執行對象」，灼與他在這點上達成了共識，在辦案的過程中盡可能避免無謂的犧牲與變數，而他也是唯一了解灼的人，時常提醒他別在關鍵時刻打瞌睡，不過一旦進入狀況後，他會仰賴灼的過人分析能力及情報蒐集能力，進而輔佐他。
與灼為文武雙全的最佳黃金組合，霜月曾評價他們為「出類拔萃的一代」，而允許他們可以獨斷行動，是霜月與常守朱同時認可的新世代監視官，但也因為兩人後續辦案行徑太誇張，使得霜月接到大量投訴而對兩人又愛又恨。
追查選舉殺人事件的過程中，為了保護天馬而挺身而出，自願接受暫時性的停職處分，天馬對於他的行為不理解，但同時也很感謝他。
「天堂唇語」教團事件結束後，從如月口中得知了彩虹橋的情報，之後因舞子被綁架而與灼有逐漸決裂的跡象，造成刑事一課的索敵方針分成兩派，而因霜月的指示採取了灼的戰術後，隻身一人與彩虹橋派來的狐狸接頭，想套取情報，但沒料到對方居然是法斑靜火，靜火不但了解他的身分外，還坦承自己就是彩虹橋的高層之一，但因某種理由而選擇潛伏其中，爾後靜火已經算到梓澤因投靠了代銀而會暗算自己，於是靜火帶著他前往榎宮遺留的暗道逃走，最後靜火以解放舞子為條件進而邀請他與自己暗中合作，他接受了靜火的協議後，通過生物認證，成為了彩虹橋第十三號的「監視者」。
在追查梓澤的過程中接到了代銀的電話，並受到其挖角邀請，同時軟硬兼施對其展現能力，但他拒絕了代銀，而代銀也知道電話被行動課的須鄉監聽，於是代銀引誘他至機場，透過梓澤派出的開拓者，打算殺死須鄉，卻被他阻止而宣告失敗，之後與行動課的成員會合後，遭遇了公安局大樓被劫持的事件，經過苦戰後與入江等人會合，綜合整體情況之時以計謀殺死了開拓者韋克森，同時也順利假造了小宮的死亡，但最後為了使灼順利在不殺生的情況下逮捕梓澤而與狡嚙對決，但完全不是狡嚙的對手，直到霜月介入後才制止了兩人的打鬥，但隨即昏了過去而讓狡嚙吃了苦頭。
事件結束後，從灼口中得知了哥哥明的死亡真相，原來是因為牽扯到希貝兒系統一部份的真相而與篤志選擇自殺，但因不可告人而灼只說了一部份的真相，他對灼也有隱藏的秘密，故事的最後，與灼互相約定「重要的真相，總有一天會告訴你」。
廿六木天馬（聲：大塚明夫（日本））
公安局刑事課第一分隊執行官，55歲，為白髮蒼蒼的大叔，是廿六木家族中的長子，代號獵犬二號，為新世代執行官的一員。
其家族為政治世家，家族本身採取優良基因至上主義，認為最優秀的遺傳基因才能造就家族菁英化，因此自他成為潛在犯後就被逐出家族，而其母親在隔離設施中自殺。
與入江熟識，看似衝動實際上經驗老道，對社會黑暗面大多瞭若指掌，擅長肉搏戰鬥。
和灼等人追捕犯人時，在肉搏戰上被狡嚙輕鬆撂倒，使他感到吃驚。
在追查選舉殺人事件的過程中，巧遇擔任藥師寺的選舉輔佐，而這位輔佐正是他同父異母的弟弟，並被對方多次言語羞辱，炯為此替他出頭而給對方一拳，之後炯暫時受到停職處分，他認為炯不值得為自己這麼做的同時也很感謝他。
與入江曾在前監視官來良、布瀨的手底下做事，並與來良、布瀨、入江見過梓澤廣一，並從其收到名片，成為刑事課第一分隊注意到彩虹橋組織的線索之一。
之後與雛河一同被捲入公安局的淪陷事件，兩人搏命與霜月會合，一課的成員們透過霜月使用緊急機密通訊線路互相連絡後，制定計畫並展開反攻，但不巧與雛河、霜月等人中了小畑設下的誘導陷阱，遭遇開拓者與大量被釋放的潛在犯以及武術無人機的包圍，但霜月從伺服器機房中找到了「主宰者SG原型」，交付給他使用，並成功逆轉戰局逃出生天。
入江一途（聲：諏訪部順一（日本））
公安局刑事課執行官，32歲，為廢棄管理區的前任黑道老大，對黑道組織非常了解，代號獵犬三號，為新世代執行官的一員。
因霜月美佳在之後承接了常守朱的意志，霜月經由她的情報網尋找諸多能人異士遞補第一分隊的監視官、執行官等空缺，入江就是其中一員，即使常守朱退出第一線，霜月升上總監視官，對此他依舊非常感謝霜月收留了自己。
與廿六木熟識，個性桀傲不遜，直到灼和烔表現出相當實力後才逐漸聽從指揮，因不了解灼的思考和個性，因而對此產生興趣，灼超乎常人的推理能力數次令他大感意外。
與廿六木一樣，擅長近戰肉搏。
和灼等人追捕犯人時，在肉搏戰上被狡嚙輕鬆撂倒，一度不承認自己技不如人，但也藉此了解人外有人。
在後來的調查中，被灼推測出他是為了保護廢棄區而拚死努力當上執行官，與灼建立起友誼關係，相互信任。
追查特區炸彈事件的過程中，劇情暗示他暗戀如月真緒，之後私下偷偷準備好一個音樂盒，並約了如月在公安局大廈的空中花園見面，打算送她生日禮物並對其告白，卻不巧碰上了梓澤佔領了公安局的事件，當下與如月一起突破重圍，成功保護了灼等人並掩護其撤退，爾後與開拓者放出的傭兵無人機單挑後險勝，與如月在泳池旁不自覺彼此間有了情愫。
故事的最後與如月順利交往，但沒有人知道。
如月真緒（聲：名塚佳織（日本））
公安局刑事課第一分隊執行官，26歲，為新世代執行官的一員。
過去曾是游泳選手，個性謹慎認真，但也是個怕麻煩的人，與雛河意外合得來。
初期與雛河在灼手下做事，對灼最初的印象認為其極不可靠，直到灼連續以超常的推理技巧與智囊般的戰略能力破解案件，加上灼的處事非常圓滑，使她刮目相看，但也擔心灼過於懶散而誤事，認為不能以常規的標準去衡量其人。
另一方面，親眼見識灼與烔兩位新世代監察官的聯手合作的表現，因此對於兩人產生相當的信任感。
因炯受到停職處分而開始擔心選舉殺人案件一事的後續處理，她認為兩位監視官必須搭檔才能有所進展，稱灼為「電波系小少爺」。
常被入江一途搭訕，但她卻經常把入江踹飛。
「天堂唇語」教團事件結束後，收到了梓澤廣一以她過世的男友為寄件人的花束，於是她向炯坦承自己自己的過去，曾經在不知情的狀況下被梓澤廣一給利用，成為彩虹橋的「狐狸」，間接害死了來良與布瀨等兩名監視官，最後將花束的事情告知炯，也因這次的坦誠而使公安局與外務省在調查彩虹橋時有極大的進展，且得到刑事一課成員們的理解，雛河更是將監控她的所有行動之資料全交給她，由她自己決定是否銷毀，以表信任之意。
之後被入江私下約了出來，卻不巧碰上了梓澤佔領了公安局的事件，與入江一起突破重圍，成功保護了灼等人並掩護其撤退，爾後入江與開拓者放出的傭兵無人機單挑後險勝，在入江差點溺水之時將他救了回來，這時開始對入江抱有好感，與入江在泳池旁不自覺彼此間有了情愫。
故事的最後接受了入江贈與的音樂盒，與入江順利交往，但沒有人知道。

## 其他政府相關人員

### 第1期
禾生壤宗（Kasei Jōshū，聲：榊原良子（日本）、林司聰（香港））
公安局局長，中年女性，對全體公安擁有最高指揮權。
真實身分是量產型的生化機器人，大腦由某位西比拉先知系統的「免罪體質」成員掌控。
第16話中局長大腦是誰的不明。第17話中局長的大腦為藤間幸三郎，是公安局之前調查「標本事件」的兇手，在落入公安局的手中之後成為西比拉先知系統的一員，仍保有藤間幸三郎的意識，邀請槙島加入西比拉先知系統被拒後身體遭到破壞。
第二期中局長的大腦為東金朔夜之母東金美沙子，是創造出鹿矛圍的人，最後被鹿矛圍用主宰者打中頭部而毀壞。
第三期中，在劇情的最後出現，對於彩虹橋系統做出相對應的處置後，利用局長權限保護了慎導灼，繼續讓灼擔任監視官；同時對法斑靜火有高度的興趣，並決定邀請靜火加入公安局，且願意接受靜火開出的條件後，將公安局局長之位交給靜火。
佐佐山光留（Sasayama Mitsuru，聲：淺沼晉太郎（日本））
曾為公安局刑事課第一分隊的執行官。為人好色又急性子，是狡嚙在監視官時期的好友。
在進行「標本事件」的搜查時，發現幕後最高指使者是槙島聖護，在追捕過程中不慎被藤間幸三郎以人體塑化技術活生生肢解而死，其慘無人道的死亡狀態引發狡嚙的復仇殺意，導致狡嚙色相混濁，不惜墮落成執行官也要繼續追查下去。
藤間幸三郎（聲：鈴村健一（日本））
原私立櫻霜學園的教職員，眉角有淚痣的青年。
三年前標本事件的犯人，擁有「免罪體質」，可以憑自身意識降低犯罪指數甚至到零，色相永遠為純白色，導致主宰者無法啟動，加上有共犯槙島聖護的協助，讓當時的公安局相當棘手。
後來如人間蒸發般消失，官方認定他行蹤不明，實際上他落入公安局的手中而成為西比拉先知系統的一員。
第一期第17話擔任禾生壤宗局長的大腦，在護送機上邀請遭逮捕的槙島加入西比拉先知系統，被拒後遭到槙島攻擊，身體與大腦皆被徹底毀壞。

### 第2期
東金美沙子（聲：小宮和枝）
東金朔夜之母，生前是東金財團理事長，後天性免罪體質者。東大醫學部腦神經醫學科畢業後，成為製藥公司的代表董事，為鹿矛圍的主要復仇對象。
諸多事件的源頭，為了將先天性「免罪體質」（Apriori Acquit）的研究得到更深層的進化，而利用321空難事件，促使她的研究有大幅度進展，謀取巨大利益，使得多器官移植手術、多腦結合技術和相關的藥物專利都是以她的名義成功取得，後來更是成為西比拉系統一員。
在第11話中，以剝奪監視官權限威脅陪同鹿矛圍進入西比拉系統中樞的小朱，但因自身意識抽離西比拉系統的集團意識加上自身免罪體質能力的失效，被鹿矛圍手中的主宰者執行而死。
青柳璃彩（Aoyanagi Risa，聲：淺野真澄（日本））
第一期和第二期公安局刑事課第二分隊的監視官，一頭中長黑髮，左眼角有顆淚痣。和宜野座是同期進入公安局的知心好友。
對滕秀星的失蹤抱持懷疑，曾和宜野座交換執行官來協助狡嚙迴避行動限制命令，結果因局長出面而失敗。
在槙島引發暴動時，以支配者制裁了趁機逃亡的神月凌吾執行官（こうづき りょうご/聲：木村良平），從此對殺死親密下屬的自己無法釋懷。
在第二期第4話被鹿矛圍作為實驗品算計，被自己不知狀況的下屬須鄉徹平執行官用加強型支配者隔牆處決而死。
酒酒井水繪（Shisui Mizue，聲：井上麻里奈（日本）、劉曉樺（香港））
公安局刑事課第二分隊的監視官，有著暗綠色的短髮，雙親皆為厚生省的官員。
在追蹤未知立體影像事件的可疑人物時遭鹿矛圍埋伏壓制並挖走右眼。俘虜期間被鹿矛圍通過心理暗示和催眠而成他的忠實同伴。因其監視官使用支配者的權限並未被西比拉先知系統移除，導致之後其他分隊的監視官與執行官在多隆港口事件中陸續遭其與鹿矛圍設計而死，其後兩人成功從港口逃脫。
在最終話與宜野座伸元對戰準備用炸彈自爆時被須鄉徹平執行官用強襲型主宰者逮捕，之後進入矯正所接受更生治療。
蓮池楓（hasuike kaede，聲：前田一世（日本））
公安局刑事課第二分隊的執行官，為須鄉的搭檔。
第五話時因所屬的監視官酒酒井失蹤、青柳殉職，而被分配到第一分隊，並與他們一同調查軍事設施。
在軍事機器人遭控制時，因為太過衝動與須鄉分開，落單後遭到叛變的酒酒井埋伏射斷右腿，失血過多而死。
刑事課第三分隊
成員包含監視官堂本秀一郎（聲：各務立基）、錫木萌（聲：山下大輝），執行官高崎邦廣（聲：田村真）、中西爽汰（聲：北田理道）、會川椿（聲：大井麻利衣）、兵頭鐵彌（聲：田村真）、新莊要（聲：藤卷大悟）、柴崎天音（聲：佐佐木睦）。於第5話末開始被局長派來協助第一、二分隊，但卻是東金美沙子為阻擋小朱追查鹿矛圍而派來制衡的棋子，其行動總是扯兩隊的後腿。第6話與第一分隊遇上無人機事件時，反應不及被殺死四名人員，隊上有五把支配者被搶走，間接導致季末系統的位置被鹿矛圍與同夥找到，而後東金美沙子為彌補過失，要求剩餘人員以繳獲的喜汰澤的炸彈解決鹿矛圍所在的車站，結果因炸彈有特殊設計無法引爆，隨後遭到酒酒井突襲，所幸在處於下風之際受到第一分隊的支援。

### 第3期
小宮香利奈（komiya karina，聲：日笠陽子）
新任東京都知事，20歲。4歲時便依照西比拉系統的安排成為偶像，18歲時在得到大獎、聲勢正旺時轉投政界當上議員。
本人似乎為免罪體質者，曾經歷9歲時父母離婚，以及所屬團體的同伴全部色相惡化而解散，卻僅止她一人無事。奪走了土谷博士創造的人工智能程序“MA香利奈”利用其投影到自己身上，在都知事選舉期間代替自己在公眾面前演講，由此衝高了支持度，是彩虹橋賭局遊戲的大熱門。在選舉殺人事件中，支持藥師寺陣營的幫派首領榎宮春木計劃綁架小宮，欲逼她承認自己在選舉中作弊，卻被慎導灼一行人阻止，反令藥師寺被誤認為是幕後元兇而失敗。因在劫持事件中與灼互有好感，於是在灼曾淪為梓澤的人質時，不顧個人安危與唐之杜將灼給救出來。
花城弗蕾德莉卡（聲：本田貴子）
外務省行動課課長，思維敏捷且身手不凡。第三期時已36歲，被霜月美佳稱為"外務省的母狐狸"。
最初登場於劇場版SS篇，劇中官職為行動課特別輔佐官，想招募須鄉與狡嚙等第一分隊成員進入外務省，但被須鄉拒絕。而狡嚙則是她被外派至喜馬拉雅同盟王國調查日本義民時，因聽聞他的行蹤而前去拜訪，還曾幫助狡嚙逃過停戰監視團的追擊，並接納他成為外務省的人員。
細呂木晴海（聲：榊原良子）
第三期的公安局新任局長，與之前的局長同樣使用禾生壤宗的外表，但並沒有使用化名。
公安局劫持事件爆發後，被開拓者活捉淪為人質，且最後將被處刑之際，她自己選擇從大樓樓頂跳下去，機體被完全摧毀，爾後禾生壤宗以新的機體與大腦意識接管了她的指揮權。
慎導篤志（聲：菅生隆之）
前任厚生省大臣官房統計本部長，灼的父親，灼的技能「精神投影」也是由他所傳授。
在灼被梓澤俘虜後，慢慢揭開了慎導篤志不為人知的祕密：其和梓澤似乎認識、也曾想成為國會議員、與彩虹橋組織有重大關聯、甚至也知道希貝兒系統的真面目。從梓澤在監禁所的話語中可得知，慎導篤志雖是於知道希貝兒系統真面目後死亡，但並非希貝兒對他處刑，而是自殺身亡，目的是為了保護灼，不讓灼知道一切的真相。
法斑靜火（聲：宮野真守）
原為彩虹橋的參賽者之一，最後由禾生壤宗指定交接局長之位，成為現任公安局局長，是一名神秘沉寂的清秀青年，參見「法斑靜火」。

## 彩虹橋

### 參賽者
法斑靜火（聲：宮野真守）
參與彩虹橋賭局的國會議員，32歲的男子，性格沉著冷靜，臉上常掛著柔和的笑容讓人難以猜測其想法，該姓氏「法斑」的原文發音與「焰」同音，日本大姓宗族之一的「法斑一族」的最後子嗣，為該家族的大當家。其父親法斑劫一郎(聲：麥人)也曾是彩虹橋的議員之一，但在劇場版「Providence」後重病昏迷，因此由靜火承繼其位。
雖然是首次參與賭局的新手，但卻在第一回合即預見公安局與外務省的行動，提前賣空海帕多洛斯公司的股票而展現他不俗的實力。
在「天堂唇語」教團事件的過程中並無動作，但被代銀懷疑他暗中穿針引線誘導公安局，並設計裁園寺將其殺害，但本人保持緘默。
爾後攔截了公安局對梓澤廣一拋出的誘餌，被梓澤邀請的同時也故意將與公安局警察的會面地點約在與梓澤會面的相同場所，他從梓澤的口中得知對方投靠了代銀，並對自己表示忠誠，他則是一眼識破了梓澤會暗算自己，趁梓澤出去叫刺客的同時遇到了炯，並一眼認出炯的身分，於是他帶著炯通往暗道逃亡後，以解放舞子為回報進而邀請炯與自己暗中合作，並對炯表明可以幫助他找到他所想要的「真相」，擁立了炯成為自己的「監視者」來對抗代銀與梓澤。
在與代銀的賭局中，對公安局刑事課下注，賭公安局贏，且早已看穿梓澤遲早會背叛代銀的事實，因此透過炯來取得小宮的AI黑盒子，以對梓澤設下了「毒丸防禦」（股權攤薄反收購措施）來破解代銀的「惡意收購」（又稱「敵意併購」、「強制收購」）策略，戰勝了代銀，並揭示自己一切行動的目的是為了破壞彩虹橋系統，將法斑一族從長期所背負的夙願中解放。
最後被希貝兒系統看上，希望他能接受公安局局長一職，立即答應了希貝兒系統的請求，但他提出了兩個條件，分別是讓灼繼續當監視官以及釋放常守朱，兩者的交易成立後，他成為了新任公安局局長，並指名常守朱擔任霜月的助理，霜月對此驚訝到兩眼發愣。
代銀遙熙（聲：中博史）
參與彩虹橋賭局的國會議員，77歲，老奸巨猾的紳士，真面目是彩虹橋系統的AI之一。
身性多疑且行事謹慎，在裁園寺被處刑後，一度懷疑是靜火設計了這個局而讓賭盤逆轉，但靜火毫無回應。
得知了炯成為監視者後，對其聯絡並打招呼的同時，以軟硬兼施的手法說服炯放棄靜火並投靠自己，但未成功，且察覺了外務省行動課有暗中派人追蹤炯，於是將炯引至機場，透過梓澤的計畫中所派出的開拓者，想幹掉行動課的須鄉，但被炯給阻止而宣告失敗。
第3期的整篇劇情中的主謀，藉由梓澤策劃並引發多項重大事件後，根據事件的走向想藉由彩虹橋的系統規定淘汰（處死）其他參賽者，最終對上靜火，他下注東京都知事小宮的死亡，賣空東京區的股票，而靜火則是對公安局刑事課下注。
他真正的目的是為了奪取小宮所持有的「虛擬AI」的黑盒子，進而將自己的AI系統進化，用以對抗已經進化能判讀「集團性心靈指數」的希貝兒系統，但因靜火從炯身上得到了小宮的AI黑盒子，借此對他的合作關係者梓澤設下了「毒丸防禦」（股權攤薄反收購措施），迫使梓澤在最後一刻背叛他，導致他徹底破產，最後被彩虹橋主AI藍德羅賓以高壓電流蒸發而亡。
裁園寺莢子（聲：田中敦子）
參與彩虹橋賭局的國會議員，48歲，穿著妖豔華麗工於心計的貴婦。有位曾為國會議員的哥哥裁園寺遠谷，與他亂倫生下一子：監視者托利・奧森巴赫。但他在上一次賭局中遭到彩虹橋主AI藍德羅賓處刑。
遊戲中屢次與靜火對賭，企圖讓托利代替他的議員之位。教團事件中站在宗教特區支持派，並暗中幫助梓澤與托利實行自己的計畫，原以為能藉此拉下靜火，卻沒想到代銀趁機將托利的生世告知本人，並慫恿他告發母親以奪取其議員之位。最終在藍德羅賓的系統比對梓澤提供的證據後，以過度干涉賭局與援助監視者為由處刑，慘遭高壓電流蒸發而亡。

### 監視者
梓澤廣一（聲：堀内賢雄）
彩虹橋的第一監視者，為第三期故事中推動劇情走向的核心反派之一，相當擅長計算，無論是數字還是各種事件，邏輯思考能力極強，屬思考型重罪犯。
灼曾經對其使用「精神投影」，但追蹤失敗反被本人察覺出來，與篤志似乎認識，曾經是合作關係。
根據本人所述，事實上他對殺人這個行為本身毫無興趣，其目的是為了試探人類是否真正擁有「希貝兒的本質」。
為所有事件中的幕後黑手，對各事件穿針引線下推動彩虹橋參賽者們的賭局進展，甚至安插了「狐狸」在公安局及各政府機構中，同時自己也處理掉不少組織中的失敗者，本是裁園寺所擁立的監視者，曾透露自己最大的願望是能成為「參賽者」，當上國會議員。
裁園寺被處決後，他的下一步計畫是想兩面通吃，投靠代銀的同時還向靜火示好，在一次與靜火的會談中，派出了兩名開拓者，想藉此趁機幹掉靜火，卻被靜火先一步識破而被其逃走，還被狡嚙與宜野座給盯上行蹤，另外因涉及數年前間接暗殺兩名公安局監視官的案件，故事後期被灼與炯給盯上，成為了公安局刑事一課及外省部行動課的共同追緝目標。
於「天堂唇語」事件中察覺了六合塚的存在，並開始對六合塚進行私下調查，同時利用如月真緒進而牽制公安局，但因如月最後掙脫其控制而更加隱匿自己的行蹤，之後鎖定了六合塚的行蹤後，以一起人為工地失事的陷阱將六合塚的座車直接摧毀，親自下車確認其生死，並將六合塚的工作證奪走後長揚而去，但六合塚的意外只是他計畫中的一環。
之後為了救出潛入公安局假扮成的囚犯的小畑，利用六合塚的工作證潛入了公安局大廈，使用小畑事前給他的大量隱密型無人機駭入公安局系統，控制了整棟大樓設施，以及派出了兩名開拓者進行搜索特定目標與鎮壓區域，刑事二課全部慘死在他的計謀下，一課被癱瘓，三課因任務出勤不在公安局大樓，而一般職員則被鎖在20層樓以下的區域當作人質，整個計畫的數個目的是為了活捉灼以及殺死都知事小宮進而奪取她的群控AI黑盒子，並將這次的事件栽贓給小宮的秘書安．歐瓦尼，計畫背後的真正核心是引起日本本土國民與外國入籍國民之間的對立，製造巨大的戰爭，但本人真正的目的是希望成為希貝兒系統的一員。
比起組織，他是個優先於自己目的之人，於是在不自覺被靜火的誘導下背叛了代銀。與灼互相交換情報後，讓灼引領他至希貝兒系統的正體面前接受審判，但希貝兒判定其非免罪體質者、只是一般的普通人，故希貝兒系統想無條件射殺他，但被灼阻止。灼認為，就算要處刑也應該先審議出正確的量化資料，如此才是希貝兒系統的正確之處，只是本人已經放棄生存，認為被希貝兒系統拋棄的自己毫無價值。希貝兒系統在接納灼的意見並重新審議後，測得梓澤真正的犯罪係數達288，符合使用麻醉槍的標準，其與灼纏鬥後遭逮捕。
小畑千夜（聲：矢作紗友里）
彩虹橋的第十一號監視者，為身材肥胖的少女，說話毒舌，有異色瞳症狀，屬高智商重罪犯，與梓澤廣一為兩人搭檔。
是組織裡面的國際級黑帽駭客，其技術高超至公安局的所有系統都被她一人給突破，甚至反過來利用這點，以駭入媒體無人機作為誘餌，故意引出灼將自己逮捕，順利潛入公安局內部。這一切都是和梓澤早先計畫好，使整棟公安局大樓陷入孤島式隔離法，並將其設計為陷阱重重的死亡之塔，目的是為了殺死被公安局保護的小宮及捕捉灼。
在與唐之杜的無人機對決中遭到大敗，自製的隱密型無人機被全數摧毀，且佔領的公安局大廈控制權有三分之一亦遭對方奪回，使得她非常痛恨唐之杜。
最後本與梓澤依照原定計畫在港口外圍會合，但不僅等不到梓澤出現，反被花城等外務省行動課成員逮捕。
榎宮春木（聲：宮寺智子）
貧民窟之廢棄管理區的現任黑道老大，經辦地下格鬥賭場的老闆，實質上為彩虹橋的第二監視者，因施打男性賀爾蒙過多而成為變性人。
與入江執行官為長年孽緣，入江曾經是他的格鬥打手之一，自入江當上老大後與他的生意為平頭發展，直到入江進入了公安局後，他將入江的地盤全都納為己有，統一了廢棄管理區，更因坐擁「西比拉系統認定不完全之處」重點，而被彩虹橋選中，成為監視者。
選舉殺人事件中，根據彩虹橋給予的計畫書，打算幫助藥師寺選上知事，後來梓澤因為知道彩虹橋其實是要小宮上位，當面警告他不要涉入賭局過深，然而他卻沒有停手，反而派出傭兵部隊綁架小宮，打算揭發她用AI代替自己演講的真相使她民調大跌，但遭新世代的刑事課第一分隊破壞計畫，而民眾事後也不在意AI的問題而失敗。最後帶著家當逃亡時碰上梓澤，被對方誘入電梯陷阱，並被告知他「你的出場就是被國會議員們當作棄牌打出罷了」這項事實後將之殺害。
托利・裁園寺・奧森巴赫（聲：石川界人）
彩虹橋的第三監視者，22歲，實際上也是議員裁園寺與其兄長的兒子。因為監視者的工作，從十三歲開始便陸續在好幾家企業當掛名的老闆，並被母親屬意要成為國會議員，但後來心靈指數惡化至90.3而轉入系統公認的宗教團體「天堂唇語」教團臥底多年。
入教後色相逐漸改善，對教祖仁世元洋心生感激的他便主導開發出一種聲稱能將色相淨化至「永恆純淨」（Internal white）境地的醫療技術。然而這種技術卻有誘發患者得到良性壓力缺乏症的風險，導致被強迫治療的仁世與教團成員羽利須癱瘓成為植物人，托利由此在故事半年前當上了代理教祖。
此後他更用此技術幫助彩虹橋的工作，選舉殺人事件中幫助榎宮的部下淨化色相，以讓他們得以躲過監視器的掃瞄。第五集應母親推進宗教特區的要求，合謀久利須實行「末日救贖計畫」，洗腦教團成員並將他們改造成人肉炸彈後，自爆炸死特區贊成派。第六集時識破炯與如月假扮成他的親戚臥底教團，不但扣留兩人更趁機從醫院抓走了剛做完眼部手術的舞子作為人質，未料先前仁世早已向外務省求救，最終被同樣進入教團臥底的宜野與須鄉偷走和彩虹橋互通的關鍵證據，在公安局進行強制搜查時遭到裁園寺與梓澤拋棄，為此發覺自己被母親利用的他，在代銀的告密下得知身世後，向彩虹橋系統告發裁園寺，帶走舞子想逃到彩虹橋取代其議員之位，結果在中途被剛好恢復視力的舞子奪槍射死。
些些河哲也（聲：楠大典）
海帕多洛斯公司的特別顧問，也是彩虹橋的第七監視者，與公司財務顧問與根原巧（聲：堀江一真）從大學便認識，是關係很好的朋友。
為了達成彩虹橋要他重現泡沫經濟崩壞的工作，慫恿精神狀態不穩的與根原，挪用公司的錢以填補他用在高級心理護理的花費。第1集又與梓澤謀害得知犯行的同事旭・利克・菲洛斯（聲：荻野晴朗），並用飛機事故掩護其死亡。結果因為利克在死前藏於家中的帳本資料被公安局找到而遭到通緝，後將與根原送往黑道處滅口後，獨自逃往出島，卻在飛機上被須鄉與花城逮捕，事後死於梓澤安排的交通事故。
炯・米哈伊爾・伊格納多夫（聲：中村悠一）
彩虹橋第十三號監視者，為靜火擁立而促成的，參見「炯・米哈伊爾・伊格納多夫」。

### 開拓者
寒鴉（Jackdaw，聲：斧篤志）
雌狐（Vixen，聲：野澤由香里）
傭兵「和平破壞者」的殘黨二人組。由於他們一手教導，親如孩子的學生被外務省殺害，因而加入彩虹橋成為開拓者以藉機復仇。

## 其他人物

### 第1期
船原雪（聲：小岩井小鳥（日本）、劉曉樺（香港））
小朱的朋友，從小就表現平凡，在職場適性分析結果全都拿到C而相當沮喪，從事身體勞動的工作。
被槙島引誘出來做為人質，之後被狡嚙所救，對狡嚙有好感，但槙島趁亂時又將她擄走，在第11集在小朱面前被槙島割喉殺害。
水無瀨佳織（聲：原島梢 （日本）、林司聰（香港））
小朱的朋友。職業是系統工程師。普遍的長髮，戴著眼鏡。常和雪與小朱見面一起聊工作上的煩惱。
在劇場版登場時告訴小朱自己即將結婚的喜訊。
大藏信夫（聲：樫井笙人）
在第1話登場。因未通過街上色相檢查而逃亡的潛在犯。
島津千香（聲：小島幸子）
在第1話登場。被大藏信夫作為人質的年輕女性，最後被保護起來並進入矯正所接受心理治療。
金原祐治（聲：鶴岡聰）
在第3話登場。八王子機器人製造工廠工人，在高壓工作環境下飽受同事們欺凌，暗中操作機器人殺死霸凌他的同事，最後被第一分隊逮捕，從中找出慎島聖護的存在線索。
崔九善／崔九聖／崔求成（聲：增谷康紀）
「準日本人」的外國移民，眼睛為義眼。協助槙島聖護犯罪的得力幫手，和槙島聖護的理念一致，追求著「人本應以人的意志生存著」的世界。
為技術非常高超的駭客，第4話在六本木的俱樂部的線下聚會中，展現篡改在場所有與會者服裝投影的能力，並擁有讓建築物外表的全息投影出現裂化反應的技術。在第5話的最後，輕易地駭入御堂將剛的房間投影，讓槙島聖護處理了他。
在第6到8話時，以服裝投影非法變裝成女學生潛入櫻霜學園，協助王陵璃華子在櫻霜學園內犯下連續殺人案。對西比拉先知系統的秘密探索多年，靠著自己的力量破解西比拉先知系統的真正所在地──諾娜塔，在15話和槙島聖護一起進行襲擊。
於第16話中攻入西比拉先知系統的核心時，在情勢緊急之下對禾生局長施放硫酸彈，使禾生局長的義體真相曝露，但仍被局長使用主宰者的殺人槍模式擊斃。
御堂將剛（聲：水島大宙）
犯罪指數最高測定335。第4話與第5話登場。虛擬實境運動營運公司員工。
竊取知名虛擬偶像身分並將其真實身分殺害，之後被槙島當作棄子，槙島以駭入全習投影後使用的話術，加上用藥過度而將其逼至瀕臨崩潰，最後被第一分隊眾執行官以主宰者處決。
王陵璃華子（聲：坂本真綾）
犯罪指數最高測定472。第6話至第8話登場。私立櫻霜學園的學生，才華與美貌兼備的美術部部長，善於社交的校園風雲人物。
父親王陵牢一是個知名的畫家，擅長畫出支解身體的畫作。雖然作品看似獵奇，本人卻是個道德家，認為認識人心的黑暗面，才能培養約束黑暗的善念與理性，而他也以自己的創作來實踐這個理念。但從西比拉先知系統出現後，心理的健康全靠機械就能維持，父親雖然認為這等同理想實現，但也從此失去人生意義，最終變成如同行屍走肉般的廢人。作為女兒的她認為這個社會抹殺了父親的才華，欲繼承父親的遺志，加上對於學園將女學生培養至淑女然後高價賣給政府要員結婚的黑暗陋習制度感到憎恨，而誘惑多名女學生並用獵奇的手法將其殺害，以父親的畫作為靈感肢解尸體製成標本。
原為槙島聖護所欣賞的協力者，後在犯案行動中槙島認識到她的極限後便拋棄了她，最後行跡暴露而被泉宮寺豐久殺死，她全身的骨頭進而被泉宮寺製作成人骨煙斗。
泉宮寺豐久（聲：長克巳）
第7話至第11話登場。推動地下再開發的帝都網路建設公司會長，提供槙島資金與技術的百歲老人，除大腦與神經細胞外全身被機械改造過。
嗜好是目前被禁止的狩獵活動，喜愛在自己的私密狩獵場與機械獵犬一起親手殺死活體以體驗活著的實感，最後在槙島的設計下與狡嚙進行地下決鬥時被狡嚙以主宰者的分解者模式擊斃。
伊藤純銘（聲：石上祐一）
第14話登場。頭戴能騙過心靈指數測量器的特殊頭盔，以殘忍手段殺害藥局藥劑師與暗戀的女同事藤井博子（藤井 博子（ふじい ひろこ），聲：中嶋寬）。

### 第2期
常守葵（聲：谷育子）
小朱的祖母，初登場於第二期。是小朱重要的心靈支柱，因為雙腳行動不便而住在護理之家。
在小朱一行人抵達桑島浩一的別墅時，小朱收到祖母被切下的一只耳朵而情緒崩潰。後來得知是東金朔夜為了使小朱色相惡化而殺害其祖母。
喜汰澤旭（聲：佐藤拓也）
建築公司的爆破現場監督，因身為潛在犯遭到上司歧視，遂在鹿矛圍的幫助下發動多起炸彈事件。
追捕過程中小朱曾發現他有心靈指數下降的現象，因此沒有擊殺，改以談話的方式拖延，直到他的指數降至299後麻醉逮捕。
然而受到心理醫師向島陸的諮詢後，他的心靈指數竟降到了200以下，使公安局不得不將他移送到普通的看護設施，過程中喜汰澤再度逃跑，但心靈指數卻又再度飆升，最終在下水道被青柳槍殺。
死前對小朱喊出的「我現在是什麼顏色？」，使鹿矛圍留下的訊息「WC?」有了線索。
增田幸德（聲：小島敏彥）
日本眾議員，曾患有良性壓力缺乏症，但在鹿矛圍的治療下恢復，並成為了有名的政治家，擅長在演講時控制聲調的抑揚頓挫增加說服力以贏得人民支持。
第3話因心靈指數超標被霜月逮捕時，當場大喊要求鹿矛圍的諮詢，但在第一分隊審問期間卻幾乎一言不發，後來雜賀從其演講察覺他其實是鹿矛圍的信使，目的是將公安局人員引誘至他的實驗場。
目的完成後，色相再度恢復澄淨而離開公安局，但事後卻自殺使公安局無法繼續追查。
美馬（聲：江原正士）
第4話出場的鹿矛圍同夥，曾患有良性壓力缺乏症而陷入無知覺狀態，在即將放棄生命時被鹿矛圍拯救，事後加入了他制裁系統的計畫。
第4、5話時配合以藥劑師大津的身分出現的鹿矛圍進行實驗，將監視官青柳誘入診所後制服，並在她眼前關閉診所，虐待無法脫逃的病人們，成功使青柳在與他對峙期間心靈指數飆升而被須鄉誤殺。
實驗結束後認為自己已經找回自身存在，拒絕與鹿矛圍逃跑而被公安局射殺。
枡嵜葉平（聲：菅生隆之）
第7話至第9話登場，十五年前321空難後負責治療鹿矛圍桐斗的主治醫生。術後跟鹿矛圍保持聯絡，曾與鹿矛圍經歷過「地獄的季節」事件，因此決定協助他的復仇計畫。
透過鹿矛圍與桑島浩一的合作下，做出了各種人工表皮、臟器等偽裝道具，藉此使鹿矛圍的部下頂替各界重要人士，而各界高層大部分都被他以治療色相之名引來，再與鹿矛圍聯合誘殺他們，死在他手上的政要無法考究實際人數。
被公安局拘捕後卻沒有隱瞞地將情報全盤托出，最後被禾生壤宗（東金美沙子）用主宰者殺害。
桑島浩一（聲：内田夕夜）
第9話登場的年輕政治家。
鹿矛圍同一所小學學生，在畢業旅行的前一週因病轉校，得以逃過321空難事故。獨活的罪惡感讓他從小淪落為潛在犯，視拯救自己的鹿矛圍為同伴。進入政壇後得知321空難是政客為使西比拉先知系統上線運作的政治手段之一後並把此訊息告訴鹿矛圍，不僅提供鹿矛圍住處，也透過自己的人脈將鹿矛圍介紹給各界重要人士。
在第9話集結了藉由「地獄的季節」致富並隱瞞心靈指數的國土交通省官員於會館內，讓鹿矛圍與同伴以主宰者射殺，而會館中的動物投影都是之前被腐敗的官員誘騙至此的偷渡客，因高級政要所需而全都被活活肢解並加以重新拼湊的活體人類，最後火燒自己的會館將這群人從生不如死的處境中解放後，被公安局給逮捕。

### 第3期
舞子・麥雅・史特倫斯卡亞（聲：清水理沙）
炯的妻子，24歲，前俄羅斯職業軍人，因意外而患有嚴重視力障礙。
早期與炯未結婚時，與炯兩人在日本認識了灼，直到炯看見祖國俄羅斯面臨戰爭的危機，她支持炯一同回去俄羅斯，與炯一起成為了俄羅斯的職業軍人，但經歷戰爭的過程中因空襲轟炸導致雙目失明，她與炯戰後決定遠離戰場，於是再度回到日本，決心與炯過著平靜安穩的生活。
之後她被捲入了「天堂唇語」教團事件之中，教祖托里逃亡的過程中以她作為人質要脅炯，卻被眼睛剛好康復的她反殺而死，接著炯成功將她救出，但也因她被捲入事件而造成灼與炯兩人之間逐漸決裂的開始。
藥師寺康介（聲：白熊寬嗣）
東京都知事候選人，運動員出身的議員，擂台的藝名為「海克力斯」。總是將其信念「健全的精神來自健康的身體」掛在嘴邊，但情緒變化卻極為誇張。選舉期間以支持移民的政見對上小宮香利奈，兩人一開始不分上下。然而狡猾的小宮利用AI投影代替自身競選，加上舊識榎宮為幫他助選，派人殺害他的秘書李亞紀（聲：上田耀司），卻使他的心靈指數開始上升，後來更在選舉辯論大會上綁架小宮，反而讓民眾誤會他密謀攻擊對手，在民調下跌與小宮的色相補正下輸了選舉。最終被炯問話時才知道背後的真凶是榎宮，而自己也因心靈指數超標遭公安局拘留。
久利須・矜治・奧布萊恩（聲：手塚秀彰）
入境管理局觀察員，實質上為新興宗教團體「天堂唇語」有著龐大關聯的重點人物。
「末日救贖計畫」的制定者之一，但與特蕾莎之間的理念不同而有心生旁念，也因認識慎導篤志而得知了慎導灼的身分。
為了躲避刑事一課的追捕而詐死，其真面目為連環爆炸事件的真凶，利用「末日救贖計畫」的缺陷及「天堂唇語」想進行大範圍的精神感染，並進而崩解西比拉系統，其目的是為了自己已死去的兒子復仇，之後與灼一對一對峙後被其就地正法，卻也因此揭示了灼為「免罪體質者」的機密。
特蕾莎・陵駕（聲：宮澤清子）
曾擔任難民辯護官的正道教會修女，62歲，與前厚生省署長慎導篤志為舊識。過去為了迫使政府認真面對移民問題，成為「末日救贖計畫」的制定者之一，但後來認為計畫過於危險，便聽從篤志的勸告暫時凍結。劇中很早就知道計畫被彩虹橋利用，而四處奔走希望阻止久利須的行動，第六、七集時將羽利須交給第一分隊並說明一切之後，遭到彩虹橋的開拓者狙擊而亡。
約瑟夫・奧瑪（聲：寶龜克壽）
曾是游擊隊出身，現今為新城工廠勞工代表，同時為一名修行者，人稱「奧瑪上人」。
因在戰場上的經歷殺了太多人，某天對於戰場上如地獄般的景象所震驚而頓悟，開始相信所謂的神靈思想，而擁有了自己所信仰的宗教，並在之後有眾多的追隨者而成為了上人，具有相當的威望，同時也是擁有眾多情報的人，「末日救贖計畫」的制定者之一。
一度為灼所認定的情報來源關鍵，直到他向刑事一課透露出走私槍械的出處進而可以查出人肉炸彈的情報後，遭到彩虹橋的開拓者滅口。

## 第一部劇場版登場人物
尼古拉斯・王（聲：神谷浩史）
東南亞聯合（SEAUn）憲兵隊上校，聽命於韓議長的指揮，負責維持香巴拉特區的秩序，但其實私底下早對議長不滿已久，劇場版故事開始之前便雇來戴斯蒙暗殺議長，又讓日本準備替身來到SEAUn。
因小朱觀看無人機鎮壓叛軍時脫離並投靠狡嚙，通知戴斯蒙追捕兩人。小朱自行回來後，王擔心她的搜查將會揭發憲兵隊的秘密，打算私下處決狡嚙與小朱，卻不料被第一分隊阻撓，自己原先被竄改的心靈指數也被唐之杜改回，來不及抵抗便被宜野以強襲型主宰者射殺。
朱恩・韓（聲：佐佐木勝彥）
東南亞聯合（SEAUn）議會首長。原是當地的強大軍閥之一，過去接受日本政府的幫助，引入女先知系統與先進無人機武器而逐漸掃清其他軍閥，最終統治整個東南亞。但由於系統知道他只是為了掌握統治權而利用日本的援助，並且親信部下的心靈指數全部都修改成正常範圍以規避檢測，便決定聯合王與戴斯蒙將其殺害奪權。劇末被小朱揭發其實系統早已將一名成員裝在與韓議長模樣相同的生化機器人，搭乘她所坐的飛機來到香巴拉取代本尊，並接受小朱的告誡為這次的混亂下台負責，然而最終還是因為國會的推舉而重新上位。
戴斯蒙・魯塔甘達（聲：石塚運昇）
與王有合作關係的傭兵團團長，為身強體壯的黑人男子，右手與左腿為義肢。與同伴尤莉亞・漢琪科娃（ユーリャ・ハンチコワ，聲：小林未沙）、班恩（ブン，聲：山本兼平）、約翰・F・韋伯（ジャン・F・ウェバー，聲：利根健太朗）以及巴班吉達（ババンギダ，聲：東地宏樹）擁有一座島嶼為據點。
故事中期受王通知，襲擊叛軍據點並擄走狡嚙，押送途中對狡嚙透漏自己其實也有割據土地的野心，希望他能利用自己的領袖魅力幫助他們成為軍閥，被狡嚙拒絕後將他送往香巴拉憲兵隊處準備槍決，結果在場戒護的無人機卻突然被第一分隊駭入，戴斯蒙的同伴被無人機全數殲滅，而自己也被狡嚙和宜野聯手殺死，屍體被藏於義肢內的炸彈炸毀。
山姆（聲：木村昴）
反女先知系統的叛軍首領，左腿受過重傷行動不便。因不滿韓議長引入系統的政策率領民眾反抗，期間在戰術顧問狡嚙的指導下，得以長時間和政府的無人機部隊對峙，也因此他非常敬重狡嚙，稱他為老師。後來在與王雇來的傭兵戰鬥時身亡。
薩姆林（聲：利根健太朗）
反女先知系統的東南亞叛軍之一，山姆的同伴。為了反抗由日本政府與女先知系統支持的韓政府，劇場版一開始便帶著數名同伴偷渡到日本直搗黃龍，與第一分隊發生大戰後獨自搭車逃跑，結果失事撞牆被俘。事後被公安局長指使的霜月注入過量吐真劑逼供而亡，間接導致於東南亞流亡的狡嚙行蹤暴露。

## 劇場版「Sinners of the system」登場人物

### Case.1「罪與罰」
夜坂泉（聲：弓場沙織）
「避難所」特別行政區心理諮詢師，從青森消失了兩個月之後，登場時乘坐自動駕駛的卡車衝撞公安局自首，且被發現腦部因藥物受損、嚴重失語，被霜月、宜野與六合塚遣返回青森，由此讓公安局開始對「避難所」的搜查。
來到「避難所」後，特區負責人辻飼卻故意將她放出以製造拘留第一分隊的理由，導致夜坂被迫與霜月東奔西逃，但也讓她得以將放在武彌身上的特區犯罪證據交給第一分隊，故事後期宜野觀看她逃亡前的告發錄影，揭露夜坂負責諮詢的朋友桃花遭到其他特區居民集體處刑，因此發現負責人辻飼洗腦潛在犯以控制他們做工，而她為了保護桃花的遺子武彌，遂代替他將藥物服下，隨後來到東京與藥劑師武田見面，希望能讓他特區的罪刑作證。最後在霜月被抓時將地下的核廢料帶至特區廣場，成功讓辻飼被制裁後逃離特區，但因為心靈指數超標被轉入其他設施，暫時與武彌分離。
久久利武彌（聲：平井祥恵）
受夜坂保護的男孩，母親久久利桃花在進入設施前便懷有身孕，因此在「避難所」出生，父親武田中為專門幫特區開發藥物的研究人員。在母親死後，夜坂將告發特區罪行的錄影暫放在他身上，並以他的心靈指數作為密碼後，藏在墓園教堂的夾層房間中。劇末被第一分隊救出，但由於武田已經被系統滅口而暫時安置在養護設施，等待夜坂出院。
辻飼姜香（聲：岡寛恵）
「避難所」特別行政區的總負責人，與部屬心理諮詢師玄澤愛子(聲：齊藤貴美子)、管理職員能登耕二(聲：多田野曜平)、保全官松來羅迪恩一同管理設施內的潛在犯，但設施實際上卻是經濟省為處理核廢料問題而建立的勞改營。辻飼私底下用藥物和催眠法將潛在犯洗腦成「集團式思考」，便以控制特區居民與消滅得知秘密的人們。因霜月擅自庇護逃跑的夜坂，而派出大隊的特區居民圍捕公安局，但卻讓她在不斷逃跑的過程中搜到了藏於地底的核廢料，為了保護秘密，辻飼在特區廣場打算將霜月公開處刑以撫慰情緒不穩的居民，結果反被當場揭發避難所的罪刑，在眾人的唾棄下遭霜月以主宰者槍殺。
松來羅迪恩（聲：小山力也）
「避難所」特別行政區保全官，特徵為黃藍雙色瞳的中年男人。為曾經擔任執行官的潛在犯，但因不滿作為獵犬被監視官控制的生活，轉入避難所擔任保全官，本人也相當瞧不起同為執行官的宜野。劇末開來大型機器人阻止公安局駭入設施電腦，反而被宜野利用直升機拖至墓園上方的玻璃天花板，最終摔落地面而死。
烏間明（聲：中川慶一）
主導「避難所」設立與處理戰後被隨意棄置之核廢料的國會議員，本身也是希貝兒系統的一員，現在的身體為生化機器人。「避難所」發生職員逃跑事件後，為避免特區埋藏核廢料與辻飼洗腦潛在犯的秘密流出，來到東京要求公安局長把夜坂遣返，並派人暗殺與夜坂見面的藥劑師武田。但紙包不住火，故事最後被查出真相的霜月問話時，表示系統為了社會與隱藏國家汙點而不得不承受髒活，但霜月認為即便如此，希貝兒的做法依舊將變成完美系統的缺陷，作為制裁打了他一巴掌。

### Case.2「First Guardian」
大友逸樹（聲：寺杣昌紀）
國防陸軍第15旅團現地情報收集班上校班長，代號「奧斯卡」，為須鄉在從軍時期的前輩兼摯友。「泥布作戰」時負責為空軍探查SEAUn當地情況與進行諜報工作，結果作戰卻因軍隊高層的疏忽導致敗陣，連同幾名同袍被敵方包圍，然而高層卻禁止須鄉對他進行火力支援，僅要求對他的所在處空投實際為化學武器的物資，逸樹因此枉死沙場。三個月後被人發現於東京國防省大樓攻擊事件的現場，在被第一分隊與須鄉制伏後，才被發現是其妻子燐操作的全息投影人偶。
大友燐（聲：大原沙耶香）
國防陸軍第15旅團無人機整備員，為逸樹的妻子，也是須鄉的訓練學校同學。「泥布作戰」時因為懷孕而沒有參加，在逸樹於戰場失蹤後便從軍隊退伍，心力交瘁的尋找他，結果得知他真正的死因竟是高層準備的化學武器後崩潰，腹中的孩子也因過度服用藥物而流胎。三個月後轉業至電視台工作，但某天卻為了復仇駭入須鄉的終端，開來無人機發動東京國防省大樓攻擊事件，炸死了視察泥布作戰的外務省官員吹田恭慶(聲：高坂宙)，之後放出全息投影人偶吸引公安局的注意後，獨自進入第15旅團基地打算解決作戰幕後黑手旅團長港屋門斗(聲：廣田行生)與作戰監視官高江洲嘉人(聲：土師孝也)，結果射殺港屋後，卻中了高江洲的替身陷阱而被反殺。

### Case.3「恩仇的彼方」
丹金・旺楚克（Tenzing Wangchuck，聲：諸星堇）
喜瑪拉雅同盟王國的難民少女，個性與常守朱十分相像，爲了替已故的父親報仇而向狡嚙拜師，希望狡嚙能教她如何殺人，後期對狡嚙暗生好感。機緣巧合下遇見殺父仇人貝爾蒙多，本想尾隨貝爾蒙多並找機會替父親報仇，然而卻因此而發現加西亞才是幕後黑手。想回去向狡嚙告密時因被加西亞發現其在竊聽而受重傷，在告知狡嚙加西亞的陰謀后被送往醫院搶救，在狡嚙決定回日本離開喜瑪拉雅同盟王國時正努力復健。
金連・多吉（Kinrei Dorj，聲：志村知幸）
喜瑪拉雅同盟王國軍的士兵，也是丹金的叔父，36歲。原本擔任文官，但因母國陷入混亂而不得已加入軍隊。劇中聽聞狡嚙拯救旅客的事蹟，便將王國管理的住宅借給他。
吉勒摩・加西亞（Guillermo Garcia，聲：磯部勉）
傭兵集團「停戰監視團」的首領，曾在狡嚙在喜瑪拉雅同盟遇到麻煩時出手相助成為其友人，但最終揭露為喜瑪拉雅同盟王國內亂的主謀時雙方反目成仇。
策林・古隆（Tshering Gurung，聲：高木涉）
傭兵集團「停戰監視團」的一員，狡嚙的友人之一，狡嚙被加西亞誣陷時始終站在他這一邊，加西亞死後接手「停戰監視團」的首領。
尚-馬賽・貝爾蒙多（Jean-Marcel Belmondo，聲：鶴岡聰）
於喜馬拉雅同盟王國活動的武裝份子，也是丹金的殺父仇人，特徵為畫滿右臉與脖子的一連串刺青與左臉的許多傷疤。趁著王國政府軍戰力低下，無法控制國家秩序時，帶領部下在鄉間四處毀滅村落與襲擊過路旅客，並以屠殺居民為樂。劇中接受加西亞的僱傭暗殺紫龍會的首領，以幫助停戰監視團完成王國各武裝勢力的和平協議，後來不滿自己的傭兵團總是替加西亞打背面戰場，便要求加西亞在協議完成後給予他領土，成為合法的武裝勢力，卻被他拒絕並扭斷頸部而死。

## 劇場版「Providence」登場人物
甲斐・米哈伊洛夫（聲：加瀨康之）
傭兵「和平破壞者」的隊員，攻擊米莉西亞博士搭乘的外務省船隻格羅茲朗號並將她殺害。其真實身分為炯的兄長煇・瓦西里・伊格納多夫（煇・ワシリー・イグナトフ（あきら-）），在篤志的安排下，自毀面容進入和平破壞者臥底。
米莉西亞・史特倫斯卡亞（聲：津田匠子）
俄羅斯裔權威學者，行動經濟學、統計學博士，舞子的母親。因開發出測定紛爭指數與系統對全球影響的模擬理論「史特倫斯卡亞文書」，受到日本政府矚目並秘密安排入境，卻在矢吹與篤志洩漏情報下遭到和平破壞者襲擊。為了避免文書遭礪波奪取，遂將資料存入煇腦中的晶片後被槍殺而死。死後大腦被莫瑞帶走以維持「將軍」的運作。
礪波告善（聲：大塚明夫）
傭兵「和平破壞者」的隊長。原是海軍軍人，受長官推薦調往和平破壞者以幫助外務省鷹派的行動，然而期間見識到日本政府軍援下招致的國際戰亂加劇，致使他思想變得極端。五年前不顧外務省解散部隊的命令，藉由能夠消除士兵壓力的精神醫療輔助系統「將軍」控制腦內晶片「Divider」，持續命令部下行動，在南亞、東南亞犯下多起屠殺暴行。
博卡摩索・莫瑞（Bokamoso Murray，聲：白熊寬嗣）
傭兵「和平破壞者」的隊員。與甲斐一同進攻出島政府大樓，在脅持雜賀時被狡嚙一槍爆頭而亡，然而身體卻在礪波的控制下重新起身並殺害了雜賀。
矢吹省吾（聲：土師孝也）
外務省海外調整局局長，與篤志同為成立海外調查部現地調查隊和平破壞者的主導者。得知礪波背叛後不惜洩漏史特倫斯卡亞文書的存在為餌，企圖將和平破壞者誘回日本消滅，卻敗在礪波操控外務省人員腦部晶片的技術，間接導致米莉西亞與雜賀先後遇害，自己也在出島政府大樓攻擊事件被擒。最後雖然被煇救出，但腦中的翻譯晶片早已被礪波侵入而遭操控，隨即自殺而亡。
猿飛光喜（聲：飯島肇）
國防軍第15統合部隊上尉無人機操縱士，為須鄉的舊識。以秘密演習的名義為公安局、行動課提供無人機與潛入南千島群島。

## 外部連結
- （日語） 動畫「PSYCHO-PASS（心靈判官）」公式官網（页面存档备份，存于）
- （日語） 動畫「PSYCHO-PASS（心靈判官）」公式官網（页面存档备份，存于）
- （日語） 動畫「PSYCHO-PASS Sinners of systems（心靈判官SS）」公式官網（页面存档备份，存于）
- （日語） 動畫「PSYCHO-PASS 3（心靈判官第三季）」公式官網（页面存档备份，存于）